# Culeolus tenuis
Culeolus tenuis is een zakpijpensoort uit de familie van de Pyuridae. De wetenschappelijke naam van de soort is voor het eerst geldig gepubliceerd in 1970 door Vinogradova.